# Juan Tomás Ávila Laurel
Juan Tomás Ávila Laurel (ur. 1966) – pisarz i poeta z Gwinei Równikowej.
Urodził się w Santa Isabel (dzisiejsze Malabo), w rodzinie pochodzącej z wyspy Annobón i posługującej się na co dzień miejscowym kreolem. Z zawodu pielęgniarz. Kierował gwinejskimi pismami literackimi El Patio oraz Atanga.
Wysoce krytyczny wobec rządów prezydenta Obianga Nguemy Mbasogo. W 2011 z powodów politycznych wyemigrował z kraju, po siedmiodniowym strajku głodowym wobec reżimu. Ostatecznie osiadł w Hiszpanii.
Opublikował kilkanaście książek, od prozy, przez eseistykę po poezję i dramat, w tym Poemas (1994), La carga (1999), Historia intima de la humanidad (1999), El derecho de pernada (2000), A.wala cu sangui (2000), El desmayo de Judas, (2001), Nadie tiene buena fama en este pais (2002), El fracaso de las sombras (2004), Diccionário basico de la dictadura guineana (2011) czy Cuando a Guinea se iba por mar (2019). Przez krytykę zaliczany, wraz z José Fernando Sialem Djanganym i Maximilianem Nkogo Esono do tendencji ludowej w łonie współczesnej literatury Gwinei Równikowej, skupiającej się na codziennym życiu i pisarstwie dostępnym szerokiemu gronu odbiorców. Jego prace znalazły się w Literatura de Guinea Ecuatorial (2000), drugiej edycji wpływowej antologii literatury gwinejskiej, skompilowanej przez Donata Ndongo-Bidyogo. Tłumaczony na angielski, francuski i rumuński.
Poświęcony mu został hiszpański film dokumentalny El escritor de un país sin librerías (2019), w reżyserii Marca Sereny.